# Harold Brittan
Harold Pemberton Brittan (Derby, 11 november 1894 – New York, 9 april 1964) was een Engels voetballer en trainer. 
In zijn carrière heeft Brittan bij verschillende clubs in Engeland en de Verenigde Staten gespeeld. In het seizoen 1921/22 werd hij topscorer in de American Soccer League.

## Prijzen

### Topscorer American Soccer League
- Winnaar (1): 1921/22 (27)